# Kanvô
Le kanvô (nom fon), tako (nom bââtonu) ou plus rarement aladali, est un pagne tissé béninois composé de lin, de chanvre et de coton. Il est traditionnellement entièrement fabriqué à la main au Bénin. Il est parfois assimilé à tort au faso danfani, pagne tissé burkinabé.

## Origine légendaire

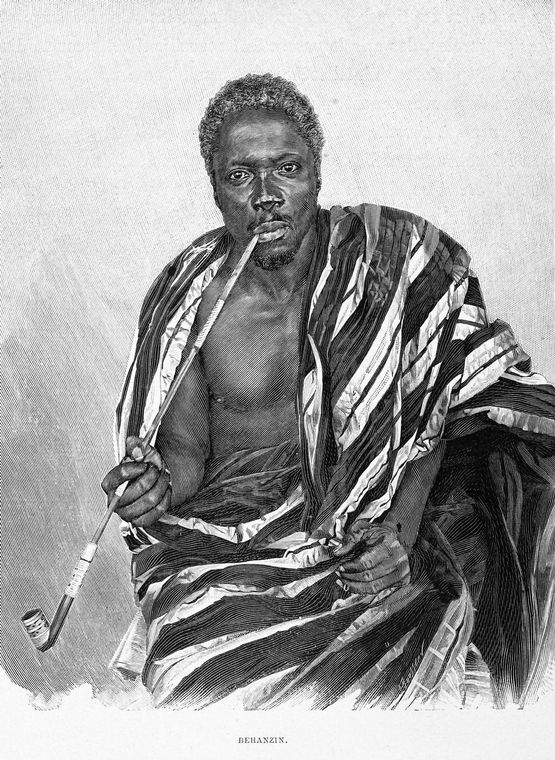
Le roi Béhanzin revêtu de kanvô.

Le kanvô tirerait ses origines au XVIe siècle, au XVIIe siècle ou au XVIIIe siècle.
Le huitième roi d'Abomey du royaume du Dahomey, Agonglo, impressionné par le talent d'un tisserand nigérian travaillant sur du aso oke, lui proposa de devenir son habilleur. C'est ainsi que le kanvô apparut au Bénin. Afin d'appuyer sur la noblesse de ce nouveau tissu, Agonglo décida de placer les tisserands dans une case où leur nourriture était apportée par des femmes ménopausées. Leurs pagnes était ornées de motifs différents pour permettre de différencier les souverains d'Abomey. Le kanvô se démocratisa au reste de la noblesse grâce à son fils, Guézo. Une autre hypothèse est que ce pagne ait initialement été conçu par les Haoussas et que sa fabrication ait été fixée à Houéyogbé sous l'ordre du roi Sodji.

## Revalorisation
Depuis les années 2010, le gouvernement béninois essaie de revaloriser ce pagne. Cela passe notamment par des initiatives provenant des municipalités, comme Charles Toko, en charge de Parakou, qui au cours de son mandat impose le port de tenues traditionnelles dans sa ville tous les lundis et vendredis.
Le 31 juillet 2017, en l'honneur de la fête d'indépendance béninoise, un label de qualité est initié et réservé à ce pagne à l'initiative du Ministère de l'Industrie, du Commerce et de l'Artisanat dirigé par Lazare Sehoueto. Une cérémonie est organisée pour l'occasion, avec un défilé de créations. Le but est « de mettre bout à bout et d’articuler depuis le tisserand jusqu’au consommateur final, un ensemble de métier ». Le Ministère du Tourisme, de la Culture et des Arts est également à l'origine d'initiatives pour mettre en avant ce pagne, dont des ateliers et activités centrés autour du kanvô.
Ce pagne est mis en valeur durant plusieurs festivals, dont le  Festival international du pagne tissé (FIPAT) 2022,. Il connaît un certain succès dans le domaine de la mode. Des boutiques réservées exclusivement à ce tissu ont vu le jour, notamment un showroom du styliste-modéliste Lolo Andoche,. D'autres créateurs s'y intéressent, comme JB Hounyovi, Félicien Casterman, Edi Sessi, Gerba Edi's ou Loan-H.
Le kanvô a cependant du mal à s'implanter à cause de préjugés : prix trop élevé, tissu trop lourd ou encore trop vieillot. Il est généralement réservé aux grandes occasions.

## Production

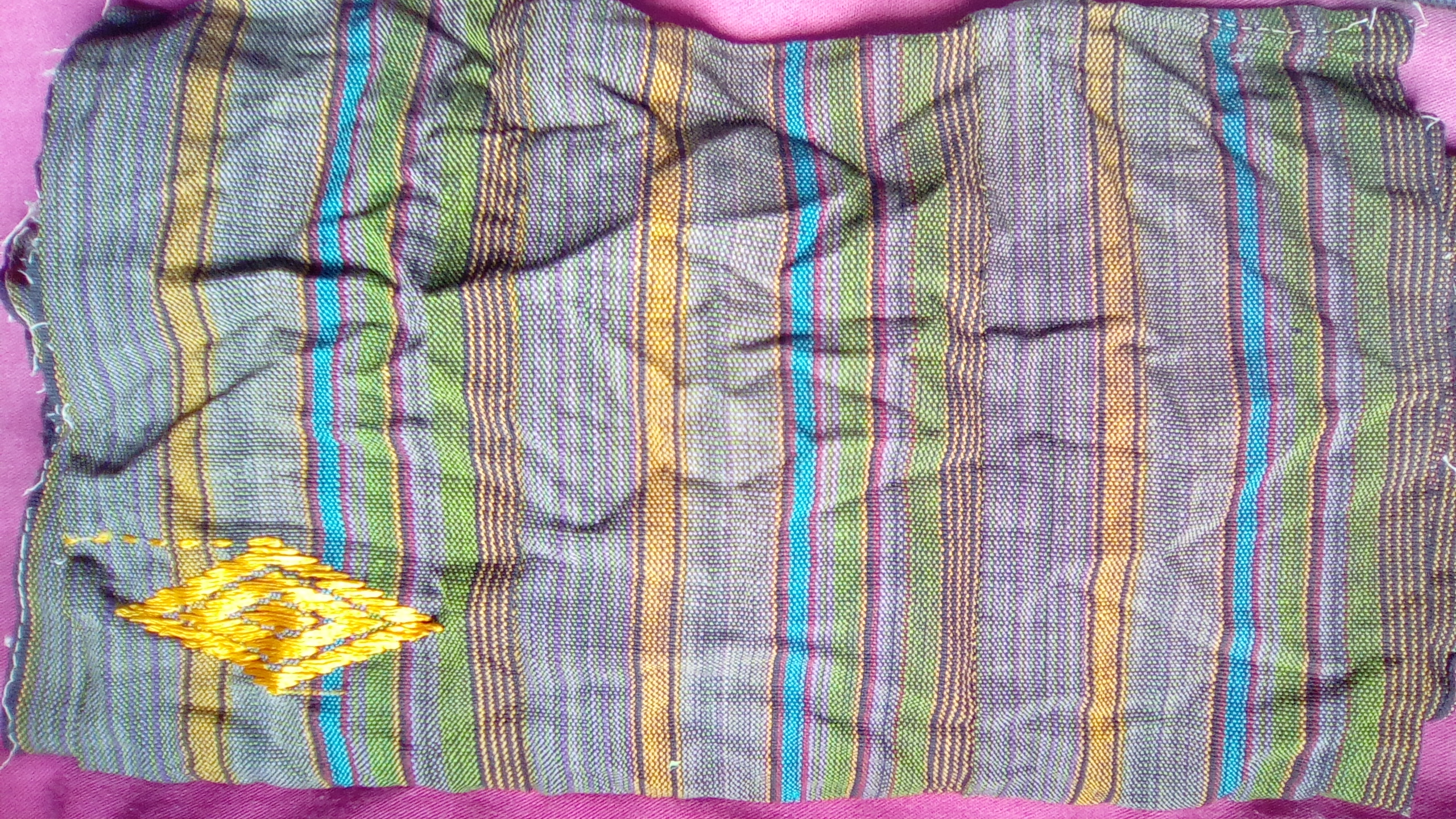
File:Pagne de la Royauté Djanglanmey au Bénin

Le pagne est composé soit de chanvre, de coton et de lin, soit uniquement de coton. Ces trois étoffes sont ensuite filées à la main, puis teintes et tissées à la main pour créer des motifs.

## Signification des couleurs
Parmi les symboliques des couleurs, on compte :
- le blanc, principalement présent sous forme de filigrane, incarne l'innocence, la paix et la pureté ;
- le jaune incarne la santé et la richesse ;
- l'or, réservé aux personnes de rang social élevé, incarne la royauté ;
- le noir, utilisé durant les cérémonies à la fois positivement et négativement, incarne le deuil, le mal, la maturité et l'énergie spirituelle[pas clair].

## Cas particulier du tako
Initialement réservé aux princes wassangaris, le tako est un pagne tissé qui tend à se démocratiser chez d'autres ethnies béninoises (Baribas, Boos, Dendi, ou Fulfudes). Il reste toutefois considéré comme un vêtement prestigieux et culturellement important. Tout comme le kanvô, le tako fait l'objet d'un festival dédié : le Festako.